# باي تزو-لى
باي تزو-لى هو عسكري صيني مسلم هوي العرق، وقائد الشعبة 36 في الجيش الوطني الثوري، كان في البداية تحت قيادة ما تشونغ يينغ وما هوشان. وكان بمثابة نائب ما تشونغ يينغ وهو في سن 40 سنة. ثم أصبح مساعدًا لما هوشان، الذي أقنعه بالهجوم على مدينة كاشغر في عام 1937 للقضاء على ثورة المسلمين الأويغور.
في 1 سبتمبر عام 1937 انسحب مع جنوده إلى واحة كارخليك، وفي 7 سبتمبر فر مع ما جو لونغ وما هوشان عبر الجبال إلى الهند.
وقيل أن ما هوشان أطلق النار عليه في الطريق، ومات قبل أن يصل إلى الهند.